# محوطه جهانگیر خانی
محوطه جهانگیر خانی مربوط به دوره عیلامیان است و در شهرستان اندیمشک، بخش الوار گرمسیری، دهستان قیلاب، روستای جهانگیر خانی واقع شده و این اثر در تاریخ ۶ اسفند ۱۳۸۵ با شمارهٔ ثبت ۱۷۳۹۶ به‌عنوان یکی از آثار ملی ایران به ثبت رسیده است.